# Кайнар (Кордайський район)
Кайна́р (каз. Қайнар) — село у складі Кордайського району Жамбильської області Казахстану. Входить до складу Сарибулацького сільського округу.
У радянські часи село називалося Благовіщенка.
Населення — 3097 осіб (2021; 2966 у 2009, 2668 у 1999, 2627 у 1989).